# Бештор (река)
Бешто́р (узб. Beshtorsoy, Бешторсой) — горная река (сай) в Бостанлыкском тумане Ташкентского вилоята, наиболее крупный левый приток реки Ойгаинг.

## Общее описание
Исток — слияние безымянных (?) истоков. Длина Бештора составляет 21 км, площадь бассейна — 172 км². В бассейне реки на высотах 3000—4200 м расположено 12 ледников общей площадью 6,2 км² (наиболее крупным является Кызылтор-4 длиной 2,4 км и площадью 1,6 км²). Среднегодовой расход воды равен 5 м³/с, Бештор многоводен в летний период. В среднем 15% годового стока приходится на таяние ледников, оставшаяся часть — на дожди и снега. Реку и ряд её притоков также подпитывают родники. 

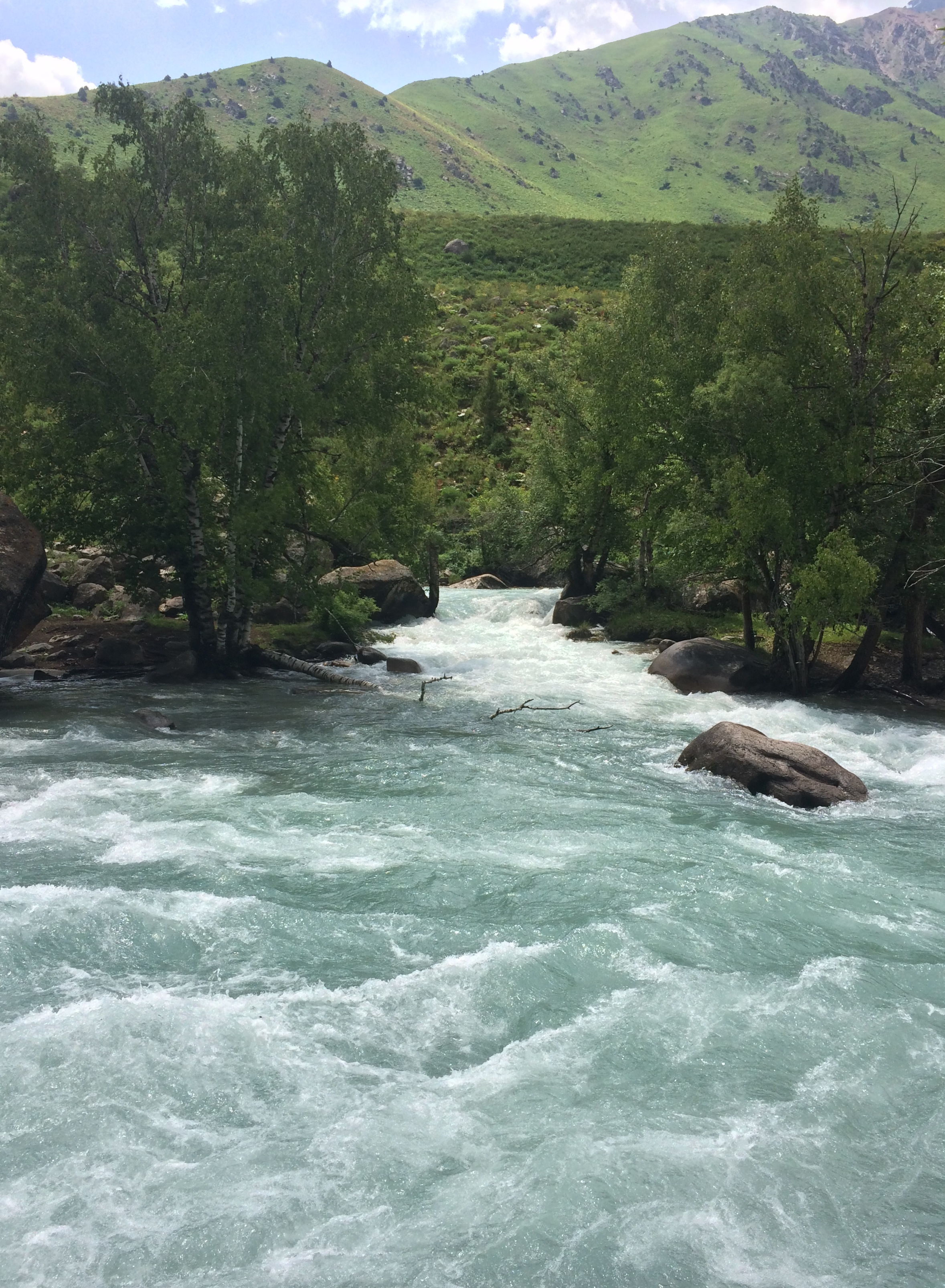
Бештор впадает в Ойгаинг

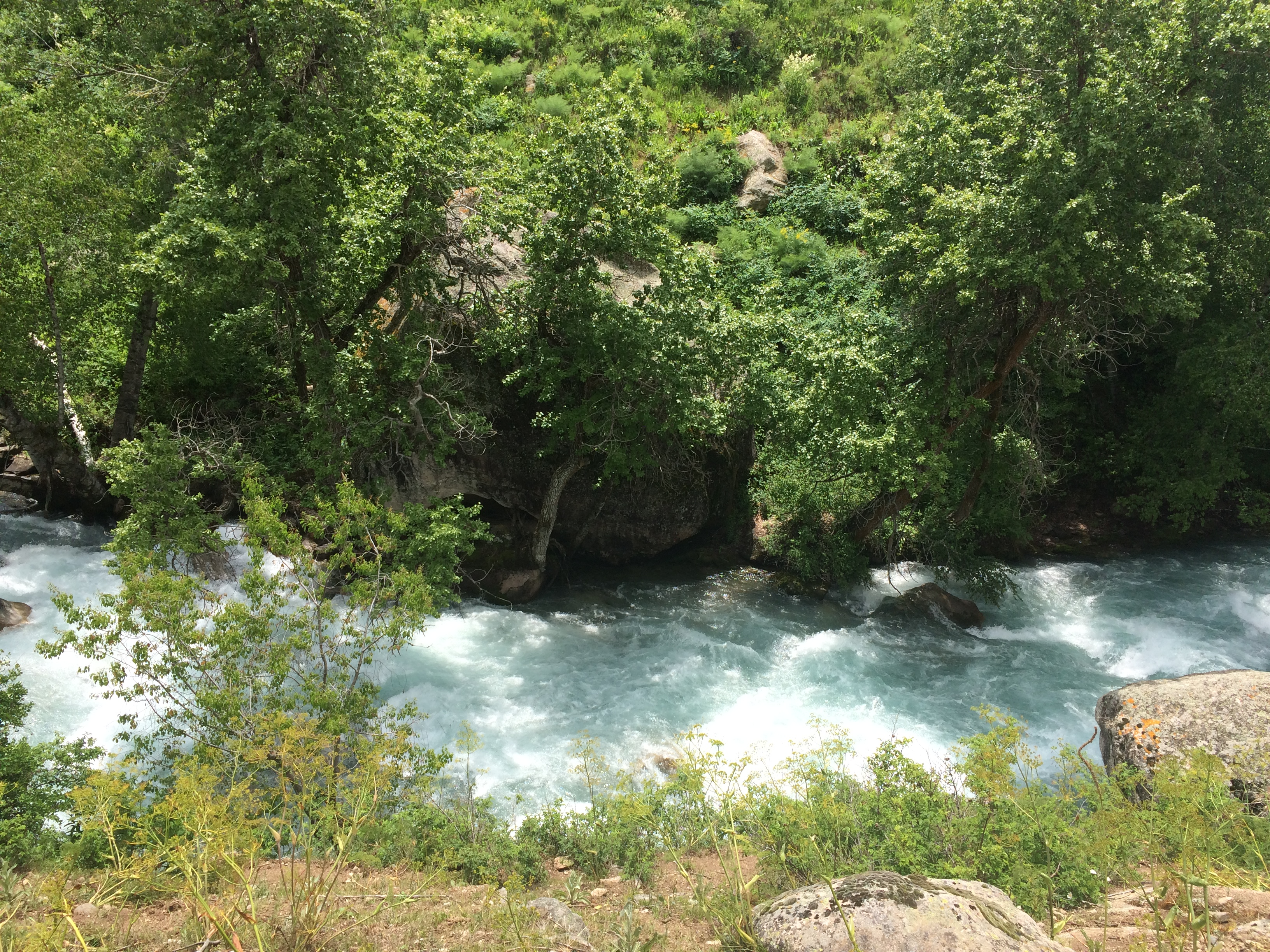
Редколесье по берегу Бештора на предустьевом участке

Ширина реки в низовьях — 10 метров, глубина — 80 см, дно каменистое.

## Течение реки
Бештор берёт начало от ледников на западном склоне Пскемского хребта (близ границы Узбекистана с Кыргызстаном), на высоте около 3500 метров. От истока течёт в общем юго-западном направлении, при слиянии с Джаяктором поворачивает на северо-восток и, в целом, сохраняет такое направление практически до устья, хотя на отдельных участках ориентирован практически строго на север или на запад. Впадает в реку Ойгаинг несколько выше её слияния с Майданталом, на высоте 1673,7 м. Непосредственно перед окончанием круто поворачивает на юго-запад и подходит к Ойгаингу под острым углом.
На многих участках по берегам реки тянутся скалы, местами произрастает редкий лес.

## Притоки Бештора
В Бештор впадает около 20 притоков. Крупными являются: Сулучукуртор (слева), Джаяктор (слева), Туюктор (слева), Кызылтор (справа), Кызылтор 1-й (справа), Байгоур (сезонно, справа).